# Ендриховский, Стефан
Сте́фан Ендрихо́вский (пол. Stefan Jędrychowski; 19 мая 1910, Варшава, Царство Польское, Российская Империя — 26 мая 1996, Варшава, Польша) — польский партийный и государственный деятель, дипломат и экономист, многолетний член политбюро ЦК ПОРП.

## Биография
Родился в семье домовладельцев. В 1926 окончил гимназию в Вильно, в 1932 году окончил там же экономический факультет Университета Стефана Батория, где изучал экономику и право (получил степень доктора права).
С 1936 года член коммунистической партии (затем ПРП, затем ПОРП).
В сентябре 1939 года начал работать журналистом в Вильнюсе.
В 1939 году, после начала войны и последовавших событий 1939 года вступил в ВКП(б) и стал депутатом Народного Сейма и Верховного Совета Литовской ССР.
В 1943 году стал соорганизатором Союза польских патриотов, вступил в польское ополчение в СССР.
С 21 июля по 31 декабря 1944 года руководитель ведомства информации и пропаганды Польского комитета национального освобождения. Тогда же временно был послом Польши во Франции и СССР.
В 1944–1975 годах член ЦК Польской рабочей партии (позже ЦК ПОРП).
С 28 июня 1945 года по 6 февраля 1947 года министр внешней торговли.
С апреля 1947 года по апрель 1948 года – член Секретариата ЦК ПРП, одновременно с декабря 1947 года – заведующий экономическим отделом ЦК.
С 12 декабря 1951 года по 24 октября 1956 года – заместитель премьер-министра.
С 11 июля 1956 года по 22 декабря 1968 года председатель Государственной комиссии по экономическому планированию и Комиссии по планированию при Совете министров.
В 1956 году – кандидат в члены политбюро, в 1956–1971 годах – член политбюро ЦК ПОРП.
С 22 декабря 1968 года по 22 декабря 1971 года министр иностранных дел. 7 декабря 1970 года вместе с премьер-министром Ю. Циранкевичем подписал договор об основах нормализации отношений с ФРГ.
С 22 декабря 1971 года по 21 ноября 1974 года министр финансов.
В 1974–1978 годах посол в Венгерской Народной Республике.
В 1989 году был избран в Национальный совет Общества польско-советской дружбы.
Депутат Сейма ПНР I, II, III, IV и V созывов в 1944–1972 годах.